# دوبرا ساو تومي وبرينسيب
دوبرا هي العملة الوطنية في ساو توميه وبرينسيب والمعتمدة منذ عام 1977 بعيد استقلالها عن البرتغال. وينقسم الدوبرا إلى 100 سنتيمو.

## العملات المعدنية

### الدوبرا الأولى
في عام 1977، ظهرت عملات معدنية من فئات 50 سنتيمو، 1 و 2 و 5 و 10 و 20 دوبرا. باستثناء 50 سنتيمو و 1 دوبرا الت ضربت في النحاس، ضربت العملات الأخرى في النحاس والنيكل. تصور العملات مزيجًا من المنتجات الغذائية والنباتات والحيوانات المحلية. هذه العملات، بالرغم من أنها نادرًا ما تدلول بسبب التضخم، لم تلغاء ولا يزال من الممكن استخدامها.
وفي عام 1997، ظهرت عملات جديدة بفئات أكبر هي 100 و 250 و 500 و 1000 و 2000 دوبرا. ومن بينهم كانت 100 و 250 دوبرا مستديرة، والفئات الأكبر سداسية، وضربت جميع هذه العملات في الفولاذ المطلي بالنيكل وتصور موضوعات متعلقة بالحياة البرية.

### الدوبرا الثانية
مع إعادة تسمية الدوبرا في عام 2018، اثصدرت عملات معدنية من فئات 10 و 20 و 50 سنتًا ودوبرا ودوبراتين.

## الأوراق النقدية

### الدوبرا الأولى
في 30 سبتمبر 1977، صدرت أوراق نقدية من فئات 50 و100 و500 و1000 دوبرا من قبل البنك المركزي. ثم في عام 1996، ظهرت 5000 و10000 و20000 و50000 دوبرا، ثم استبدال الفئات القليلة من العملات الورقية بعملات معدنية في عام 1997. وفي ديسمبر 2008، ظهرت ورقة 100000 دوبرا كنتيجة للتضخم مستمر، وكانت تحمل جميع الأوراق النقدية صورة ري أمادور على الوجه، وماعدا ال 100000دوبرا التي كانت تحمل صورة فرانسيسكو خوسيه تينريرو.

### الدوبرا الثانية
مع إعادة تسمية الدوبرا في عام 2018 أصدرت أوراق نقدية من فئات 5 و10 و20 و50 و100 و200 دوبرا. طُبعت أوراق الخمسة والعشرة بالبوليمر، وتتميز جميع الأوراق النقدية بأنواع مختلفة من الفراشات على الوجه مع صور الحياة البرية المحلية على العكس.
| الصورة | القيمة | اللون          | الوصف                                          | الوصف                                   |
| الصورة | القيمة | اللون          | الوجه                                          | العكس                                   |
| ------ | ------ | -------------- | ---------------------------------------------- | --------------------------------------- |
|        | 5      | بنفسجي         | خريطة ساو تومي وبرينسيب، São Tomé shrew ‏       | مبنى البنك المركزي، Acraea insularis ‏   |
|        | 10     | أحمر           | خريطة ساو تومي وبرينسيب، São Tomé prinia ‏      | مبنى البنك المركزي، Acraea insularis ‏   |
|        | 20     | أخضر           | خريطة ساو تومي وبرينسيب، Hyperolius thomensis ‏ | مبنى البنك المركزي، Charaxes barnsi ‏    |
|        | 50     | بني            | خريطة ساو تومي وبرينسيب، حباك ساو توميه        | مبنى البنك المركزي، Charaxes barnsi ‏    |
|        | 100    | متعددة الألوان | خريطة ساو تومي وبرينسيب، غينون مونا            | مبنى البنك المركزي، Charaxes odysseus ‏  |
|        | 200    | وردي           | خريطة ساو تومي وبرينسيب، Príncipe sunbird ‏     | مبنى البنك المركزي، Charaxes defulvata ‏ |

## الاتفاق مع البرتغال
في يوليو 2009، وقعت حكومة ساو تومي وبرينسيبي صفقة قرض مع البرتغال. كان الهدف من الاتفاقية ربط الدوبرا باليورو. ويدمت البرتغال ما يصل إلى 25 مليون يورو في خطوة أقرتها المفوضية الأوروبية. وزعمت ساو تومي وبرينسيب أن ربط الدوبرا باليورو من شأنه أن «يضمن الاستقرار» في البلاد. ومن المتوقع أيضًا أن يجذب الاستثمار الأجنبي.
قضى المسؤولون عامًا في التفاوض على بنود الاتفاقية، التي دخلت حيز التنفيذ في يناير 2010. تأتي الاتفاقية في أعقاب اتفاقية مماثلة وقعتها البرتغال قبل عشر سنوات مع الرأس الأخضر.

## إعادة تسمية الدوبرا
في 25 أغسطس 2017، أعلن البنك المركزي عن إعادة تسمية الدوبرا، بدوبرا 1 جديدة تساوي 1000 من الدوبرا السابقة. تُدوالت الأوراق القديمة والجديدة حتى 30 يونيو 2018، وبعد ذلك أمكن استبدالها أو إيداعها في البنوك التجارية حتى 31 ديسمبر 2018 وفي البنك المركزي حتى 31 ديسمبر 2019.

## سعر الصرف
| السنة                  | اليورو       | الدولار الأمريكي |
| ---------------------- | ------------ | ---------------- |
| 1995                   | لم يتدول بعد | 1,420.3          |
| 1996                   | لم يتدول بعد | 2,203.2          |
| 1997                   | لم يتدول بعد | 4,552.5          |
| 1998                   | لم يتدول بعد | 7,104.05         |
| أكتوبر 1999            | لم يتدول بعد | 7,200.0          |
| أغسطس 2004             | 12,002.84    | 8,794            |
| مارس 2005              | 11,663       | 9,086            |
| 25 أكتوبر 2005 (تقدير) | 9,275.93     | 7,665.00         |
| 20 أكتوبر 2007         | 19,639.90    | 13,738.50        |
| 1 يناير 2008           | 20,499.73    | 14,050.00        |
| 4 مارس 2009            | 22,062.04    | 17,500.00        |
| 31 يوليو 2010          | 24,500       | 18,720.00        |
| 1 سبتمبر 2012          | 24,500       | 19,917.00        |